# Povos do Deserto do Saara
Vários povos árabes e berberes habitam o Deserto do Saara, localizado no Norte de África. São beduínos (ou nómadas). Os homens são altos, não muito musculados, mas muito ágeis. Já as mulheres têm o rosto fino e a tez castanha-clara. Quase 100% destes povos são muçulmanos. Têm como língua oficial o árabe,entanto, existem muitas línguas berberes.e moravam em tendas se dedicando ao comercio

## Beabish
São originários do Mali. Habitam em tendas de pele de cabra negra. Criam e comercializam camelos, ovelhas, cabras e vacas. Durante a estação das chuvas, deslocam-se com o gado pelo deserto. No Verão estabelecem-se junto de fontes de água.
As famílias são grandes e são os homens que ditam a autoridade. Desprezavam a agricultura e tinham vergonha de trabalhar por contem de outrem. No entanto, começaram a tornar-se sedentários. São cerca de 106 mil.

## Maure
Habitam a região que vai do sul de Marrocos até ao Senegal e Mali. A maioria dos 127 mil Malres vive na Mauritânia.
São nómadas e usam camelos para transportar carga. Dantes a exportação de cola era a atividade mais importante, agora criam gado.

## Povos da Argélia
Os Shawiya habitam nas montanhas do Awrés e Hoda, no noroeste da Argélia. Adotaram o islamismo depois da conquista árabe nos séculos VII e VIII. São um grupo numeroso já que este é constituído por 1,7 milhões de indivíduos.
Dedicam-se à agricultura e à criação de gado. Assinalam as sementeiras, as colheitas e o nascimento dos animais com cerimónias mágicas e religiosas.
Os Chaamba deslocam-se pelo centro do país. São perto de 100 mil. Habitam em tendas negras, tecidas com pêlos de cabras.
Antigamente consideravam degradante trabalhar para terceiros mas, a necessidade de melhorar as condições de vida e de saúde, obrigou-os a mudar de mentalidade e de hábitos.
Os Mzabi são berberes que se refugiaram no norte da Argélia, para escaparem às perseguições religiosas. Não são nómadas nem rurais como os outros beduínos, habitam sim em áreas urbanas. Os árabes e as tribos vizinhas consideram-nos muçulmanos rigorosos. Durante o período colonial, submeteram-se voluntariamente ao domínio francês. Atualmente, aceitam o domínio argelino.
Os Warla são um povo pequeno, pois contam apenas 5000 membros. São conhecidos pela habilidade na cerâmica, metalurgia, marcenaria e bordados.

## Nefua
Habitam as montanha do norte da Líbia. A oliveira, a figueira e a palmeira garantem-lhes a subsistência. Também criam ovelhas e cabras.
São considerados muçulmanos heréticos, pois no credo não colocam o profeta Maomé ao lado de Alá. As suas mesquitas não estão voltadas para Meca.
São pobres e muitos deles emigraram. Os 167 mil que restam sofrem pressões do Governo e correm o risco de perder a identidade cultural.

## Beduínos
A maioria da população do Egipto vive ao longo das margens do Nilo. Apenas os 1,1 milhões de Beduínos arriscam viver no deserto. Criam carneiros e cabras e moram em tendas feitas de pêlo de cabra. Para preservar a identidade, só permitem o casamento dentro do grupo.

## Dierma
São um povo populoso, com 1,5 milhões de indivíduos, que habitam no Níger. A maior parte vive da agricultura mas também criam galinhas. Outro gado só é consumido nas cerimónias religiosas e festivas. Cada aldeia é uma família alargada.
Praticam a poligamia e por isso têm muitos filhos. Além do Islão, praticam religiões tradicionais.

## Reguibates
Apesar de serem apenas 250 mil, são o grupo mais influente em partes da Argélia, Mauritânia e na sua terra natal, o Sara Ocidental, que querem ver independente. A Frente Polisário é o rosto político e militar do seu desejo de autodeterminação. Foram colonizados pelos espanhóis e anexados por Marrocos.

## Mouros
Existem os mouros brancos e os mouros negros. Os primeiros escravizaram os segundos, sendo os brancos a maioria, com 1,2 milhões de indivíduos. Criam todo o tipo de animais. Os que vivem perto do mar criam somente ovelhas e cabras.
A maioria vive na Mauritânia, mas estão espalhados pelo sul de Marrocos até ao Senegal e Mali.

## Povos do Chade
Os Shuwa são um milhão. Dedicam-se à pastorícia e vivem dos animais. Durante a estação seca, vão para sul, para a zona dos rios. Aproveita o leite, a carne, a gordura (para fazer medicamentos), o couro (para fabricar roupas e tendas) e os ossos (para produzir ornamentos e armas).
Enterram os mortos em direcção a Meca, a cidade santa do Islão. No entanto, também acreditam em espíritos maus e que as pessoas podem se transformar em animais.
Os Teda são um povo pobre com 29 mil membros. Dedicam-se ao comércio de tâmaras, milho, cabras, camelos e sal e são também guerreiros. Distinguem-se dos outros grupos por terem cabelos e pele escuros. Os homens exercem o poder na sociedade, mas em casa são as mulheres que mandam. Elas transportam um punhal que não hesitam em usar se alguém as atacar ou ofender. As famílias e os clãs trabalham em conjunto, ajudando-se uns aos outros em tudo. A autoridade suprema é o homem mais velho. São muçulmanos, mas conservam traços da religiões tradicionais, como o medo de que, se jurarem em falso, morrerão pouco tempo depois.

## Tuaregues
Os tuaregues são um grupo étnico da região do Saara, da Argélia e do norte do Mali, do Níger, do sudoeste da Líbia e do Chade. Falam Línguas berberes e preservaram uma escrita peculiar, o tifinar.
Os tuaregues são uma civilização bem curiosa. Estima-se que existam entre 1 e 2 milhões nos vários países que partilham aquele deserto.